# Strongylos
Strongylos (in greco Στρογγυλός?; in turco Turunçlu) è un villaggio di Cipro, situato a 5 km a nord-ovest di Vatili. Esso è situato de iure nel distretto di Famagosta e de facto nel distretto di Gazimağusa. È de facto sotto il controllo di Cipro del Nord. Prima del 1974, Strongylos era un villaggio misto.
Nel 2011 Strongylos aveva 261 abitanti.

## Geografia fisica
Strongylos è situato al centro della pianura della Messaria, a quattro chilometri a est di Assia/Paşaköy.

## Origini del nome
In greco Strongylos significa "circolare o rotondo". Nel 1958 i turco-ciprioti adottarono un nome alternativo, Yuvarlak, che significa anch'esso "circolare". Il nome, tuttavia, potrebbe avere una connotazione dispregiativa in turco, per cui gli abitanti del villaggio lo ribattezzarono presto Turunçlu, che significa "luogo delle arance amare", forse scegliendo questo nome per la forma rotonda dell'arancia.

## Società

### Evoluzione demografica
Nel censimento ottomano del 1831, il villaggio era un villaggio misto, con i musulmani (turco-ciprioti) che costituivano la maggioranza. Durante il periodo britannico il villaggio continuò a essere un villaggio misto. Durante la prima metà del XX secolo, la popolazione del villaggio è aumentata costantemente, passando da 292 abitanti nel 1901 a 390 nel 1960. Per tutto questo tempo i turco-ciprioti costituirono la maggioranza del villaggio.
Nessuno è stato sfollato durante il violento periodo del 1963-1964. Tuttavia, nell'agosto 1974, tutti gli abitanti greco-ciprioti del villaggio furono sfollati. Attualmente, come il resto dei greco-ciprioti sfollati, i greco-ciprioti di Strongylos sono sparsi in tutto il sud dell'isola, soprattutto nelle città. Il numero dei greco-ciprioti di Strongylos sfollati nel 1974 era di circa 130 (126 nel censimento del 1960).
Attualmente Strongylos è abitata principalmente dai suoi abitanti originari. Il villaggio non è stato utilizzato per il reinsediamento degli sfollati turco-ciprioti. Secondo il censimento turco-cipriota del 2006, la popolazione del villaggio era di 245 abitanti.